# Berwick-upon-Tweed (borough)
Berwick-upon-Tweed è stato un distretto con status di borough del Northumberland, Inghilterra, Regno Unito, con sede nella città omonima.
Il distretto fu creato con il Local Government Act 1972, il 1º aprile 1974 dalla fusione del borough di Berwick-upon-Tweed con il distretto rurale di Belford, il distretto rurale di Glendale e il distretto rurale di Norham and Islandshires. Nel 2009 il distretto è stato soppresso con la trasformazione in autorità unitaria dell'intero territorio del Northumberland.

## Parrocchie civili
- Adderstone with Lucker
- Akeld
- Ancroft
- Bamburgh
- Beadnell
- Belford
- Berwick
- Bowsden
- Branxton
- Carham
- Chatton
- Chillingham
- Cornhill-on-Tweed
- Doddington
- Duddo
- Earle
- Easington
- Ellingham
- Ewart
- Ford
- Holy Island
- Horncliffe
- Ilderton
- Ingram
- Kilham
- Kirknewton
- Kyloe
- Lilburn
- Lowick
- Middleton
- Milfield
- Norham
- North Sunderland
- Ord
- Roddam
- Shoreswood
- Wooler